# Gotha Ka 430
Gotha-Kalkert Ka 430 byl německý střední výsadkový kluzák zkonstruovaný roku 1944 Albertem Kalkertem. Do konce války bylo postaveno 12 kusů tohoto kluzáku, které se ale nikdy nedostaly do bojového nasazení.

## Vznik a vývoj
Ka 430 vznikl na základě požadavku RLM na nový typ výsadkového a zásobovacího kluzáku. Měl mít přibližně stejnou nosnost jako Gotha Go 242, ale aerodynamicky lepší tvary umožňující dosahovat vyšších vlekových rychlostí. Reichsluftfahrtministerium rovněž požadovalo snazší nakládání a vykládání, zejména pak nahrazení dosavadního zvedání koncové části trupové gondoly Go 242 vzhůru jednodušší manipulací.
V období konstrukce nového typu se v leteckém ústavu DVL a ve výzkumném ústavu pro plachtařství DFS teoreticky studovali podmínky stability a vleku. Model Ka 430 se testoval v aerodynamickém tunelu v Châlais-Meudon u Paříže. Jako nejvýhodnější se prokázalo umístit bod vleku 900 mm před těžiště kluzáku s vlečným lanem ne kratším než 76 m. Pomocí makety v měřítku 1:1 se zkoušela technika nakládání a vykládání.
Prototyp Ka 430 poprvé vzlétl na letišti v Erfurtu 27. března 1944 ve vleku za letounem Heinkel He 111 H-6. Vlečné testy trvaly do února 1945.

## Popis konstrukce
Ka 430 byl řešen jako samonosný hornoplošník smíšené konstrukce. Křídlo mělo celodřevěnou kostru, překližkový potah na náběžné hraně a zbytek potažený plátnem. Podobné konstrukce byly ocasní plochy. Trup tvořila příhradová kostra z ocelových trubek potažená plátnem, jen v okolí dvoumístného kokpitu se zdvojeným řízením byly překližkové panely. Za vlastním nákladovým prostorem měl trup prosazení, ve kterém se nacházela dvoukřídlá vrata. Jejich horní část se zasouvala nahoru dovnitř trupu, spodní se sklopila dolů. Další možnost pro nasedání a vysedání dávaly dvoje dvoukřídlé dveře na boku trupu. Ka 430 měl nezatažitelný příďový podvozek, který se měl při bojovém nasazení po vzletu odhazovat. Kluzák pak přistával na dvě vysunovatelné lyže s brzdicími háky na koncích. Při běžném zásobovacím provozu se počítalo s trvalým připevněním podvozku pro další operativní vzlety. Při bojových akcích se měly kluzáky vyzbrojit otočnou střeleckou věží DL 131 s kulometem MG 131 ráže 13 mm instalovanou nesymetricky na levém boku hřbetu trupu za pilotním prostorem. Pod trup se mohly zavěšovat 13 mm pancéřové pláty chránící osádku a přepravní kabinu před ostřelováním pěchotními zbraněmi ze země. Kluzák mohl přepravovat protitankový kanón menší ráže, terénní vozidlo, nebo 12 vyzbrojených výsadkářů sedících na sklopných sedačkách zády ke stěnám kabiny. Ka 430 mohl být vybaven raketami zkracujícími dojezd při přistání.

## Specifikace
Údaje dle

### Technické údaje
- Osádka:
- Kapacita: 2 790 kg nákladu
- Rozpětí: 19,50 m
- Délka: 13,35 m
- Výška: 4,17 m
- Nosná plocha: 39,90 m²
- Hmotnost prázdného letadla: 1 750 kg
- Vzletová hmotnost: 4 600 kg

### Výkony
- Maximální vleková rychlost: 320 km/h
- Přistávací rychlost: 101 km/h
- Klouzavost: 14